# Hadiach
Hádiach (en ucraniano: Гáдяч) es una localidad de una importancia regional significativa, ubicada en el Oblast de Poltava (provincia), en la parte central oriental de Ucrania. Ubicada en el río Psel, la ciudad es un centro administrativo del raión de Hádiach (distrito), aunque administrativamente no pertenece al raión.

## Historia
A Hádiach le fueron otorgados los derechos de una ciudad en 1634. Era una ciudad del Voivodato de Kiev, el Hetmanato cosaco, y la Gobernación de Poltava. 
En la época del Hetmanato cosaco, Hádiach era la residencia oficial del Hetman ucraniano Iván Briujovetski, la elección del cual provocó la división del Hetmanato a lo largo del Río Dniéper. Hádiach ha sido llamada: "La ciudad del orgullo cosaco".
Hádiach es uno de los puntos de principal interés para los judíos jasídicos que visitan Ucrania, debido al antiguo cementerio que se encuentra cerca del río que fluye alrededor de la ciudad. En Hádiach está enterrado el primer Rebe y fundador de la dinastía jasídica Jabad Lubavitch, Schneur Zalman de Liadí. 

## Hádiach en la ficción
Los personajes principales de la historia de Nikolái Gógol Iván Fiódorovich Shponka y su tía de la segunda parte de las Veladas en un caserío de Dikanka son de Hádiach (Gádyach en la traducción de 1957 de David Magarshack).

## Residentes famosos
- Myjailo Drahománov (1841-1895), teórico político, economista, historiador, filósofo, y etnógrafo.
- Olena Pchilka, madre de la escritora Lesya Ukrainka y hermana de Drahománov.